# Remanso (Bolivia)
Remanso es una localidad de Bolivia, ubicada en la región de la Amazonía. 
Administrativamente se encuentra en el municipio de Baures de la provincia de Iténez en el departamento del Beni.
Está a una altitud de 163 m s.n.m. la margen izquierda del río Iténez, y está a 3,6 km al norte del Parque nacional Noel Kempff Mercado.
En 2018 se inauguró una planta híbrida solar en la localidad de Remanso, con el fin de proveer energía eléctrica al pueblo.

## Geografía
El clima en la región se caracteriza por una curva de temperatura equilibrada típica de los trópicos con pequeñas fluctuaciones y una temperatura media anual de casi 27 °C. La precipitación anual es más de 1400 mm, con una importante estación húmeda de noviembre a marzo y una estación seca de junio a agosto.

## Transporte
Remanso se encuentra a una distancia de unos 900 kilómetros por carretera al noreste de Trinidad, capital del departamento.
Desde Trinidad, la carretera nacional Ruta 9 recorre 358 km en dirección sureste hasta San Ramón. Aquí se encuentra con la Ruta 10, que rumbo al este llega a Santa Rosa de Roca luego de 185 km. Dos kilómetros al este de Santa Rosa de la Roca, un ramal de la Ruta 10 se bifurca en dirección norte y después de unos 445 km por la región fronteriza escasamente poblada llega a la localidad de Remanso.
Así mismo, se encuentra a 3 km en línea recta de la localidad de Puerto Villazón

## Demografía
La población de la localidad aumentó alrededor de un tercio en la década entre los dos últimos censos:
| Año  | Habitantes | Fuente |
| ---- | ---------- | ------ |
| 2001 | 615        | Censo  |
| 2012 | 851        | Censo  |